# Атлетико Херманн Айхингер
«Атлетико Херманн Айхингер» или, как его обычно называют, «Атлетико Ибирама» — бразильский футбольный клуб из Ибирамы, Санта-Катарина, основанный 20 сентября 1951 года. Команда играла в бразильской Серии C в 2004 и 2005 годах.

## История
«Атлетико Херманн Айхингер» был основан 20 сентября 1951 года как правопреемник «Сосьедаде Деспортива Индастриал», команды, созданной в июле 1944 года. Учредительное собрание состоялось в баре Гералдо Столл. Первым президентом клуба был Альберто Лесса; как футбольное поле клуба, так и главный офис были арендованными. Клуб назван в честь Херманна Айхингера, который пожертвовал территорию, где были построены стадион и штаб-квартира клуба.
В 2004 году «Херманн Айхингер» соревновался в бразильской Серии C, достигнув третьего раунда турнира.
В сезоне 2015 года «Атлетико Ибирама» избежал вылета, заняв восьмое место, но не смог сохранить лицензию на участие в соревнованиях Федерации футбола Санта-Катарины, и его место занял «Гуарани».
В 2021 году клуб вернулся в профессиональный футбол благодаря своей женской команде, которая приняла участие в женской Лиге Катариненсе.

## Стадион
Главная арена клуба, стадион Херманна Айхингера, широко известен как «Эстадио да Башада». Он имеет максимальную вместимость 6000 зрителей. Рекордное число болельщиков было зафиксировано 17 апреля 2005 года, когда 6022 зрителя пришли на решающий матч чемпионата штата, в котором «Атлетико» потерпел поражение с минимальным счётом от «Крисиумы».